# Rozetrips
De rozetrips (Thrips fuscipennis) is een insect uit de familie van de gewone tripsen (Thripidae).

## Kenmerken
Dit insect heeft een langwerpig, donkerbruin, behaard lichaam.

## Verspreiding en leefgebied
Deze soort komt algemeen voor op het noordelijk halfrond op zeer uiteenlopende planten.